# Hélène Couturier
Pour les articles homonymes, voir Couturier.
Hélène Couturier née Hélène Gonzalez le 29 juillet 1962, est une écrivaine,scénariste, réalisatrice, journaliste et plasticienne française. Elle a également publié des ouvrages sous le nom de Hélène G. Couturier.

## Biographie
Hélène Couturier passe son enfance à Montpellier. Elle se destine au métier de graphiste mais se tourne rapidement vers l’écriture. En 1989 elle passe à la réalisation de documentaires notamment pour Canal+. De 1992 à 1996 elle est responsable des pages musique du city magazine Paris Capitale, elle y met à l’honneur les musiques électroniques. Elle est aussi plasticienne.
En 1996, son premier roman, Fils de femme, est publié par les Éditions Rivages/Noir. Hélène Couturier est la première femme française publiée dans la prestigieuse collection dirigée par François Guérif. Fils de femme est salué par la critique. Ce roman comporte les trois thèmes qu'on retrouvera dans chacune de ses œuvres : la difficulté d’aimer, la sexualité, l’enfance. Suivent Sarah chez le même éditeur puis L’homme à la peau foncée chez Joëlle Losfeld dans lequel elle clôt avec son obsession des îles.
À partir de 1998, elle travaille comme scénariste, aussi bien sur des films d’auteur que sur des séries TV ou des pièces radiophoniques. En 2012, elle réalise sa première fiction Migraines, une comédie corse avec Michel Ferracci et Jean-Philippe Ricci.
En 2012, son roman Tu l’aimais quand tu m’as fait ? (Presses de la cité, 2011), est adapté par Jérôme Cornuau avec Aure Atika et Arié Elmaleh sous le titre Dans l'intérêt de l'enfant.
En 2017 elle publie Il était combien de fois au Dilettante, un roman tragi-comique sur les tribulations d'une quinquagénaire dans Barcelone la nuit.
En 2023, elle revient au polar chez son premier éditeur Rivages/Noir avec son roman De femme en femme. Elle y confirme son attachement au roman noir intimiste. A l'instar de son premier roman, réédité à cette occasion, il est salué par la critique.
Parallèlement à son travail d'écriture, elle poursuit un travail de plasticienne. Elevée dans le culte du taureau de par ses origines du sud de la France et Espagnoles, elle se consacre, en réaction, à la vache. Elle en fait une vache totem qui s'installe au centre des regards. Elle travaille sur toile mais crée aussi des objets en céramique et s'amuse avec les détournements, comme sa toraca  Osborne qui figure également dans son dernier roman (De femme en femme)

## Théâtre
- La fidélité du manchot empereur, lauréat CDN Orléans 2019/2020 [1]

## Œuvres
- Fils de Femme, Rivages/Noir no 233, 1996
- Sarah, Rivages/Écrits Noirs, 1997; réédition, Rivages/Noir no 341, 1999 (Hélène G. Couturier)
- Fuckin’cool, (avec Jean Annestay) Flammarion, 2000 (Hélène G. Couturier)
- L’Homme à la peau foncée, Joëlle Losfeld, 2004
- Tu l’aimais quand tu m’as fait ?, Presses de la Cité, 2011
- Il était combien de fois, Le Dilettante, 2017
- De femme en femme, Rivages, coll. « Rivages/Noir », 2023

## Œuvres pour la jeunesse
- Grand-mère Mambo, Syros, 1999 (Hélène G. Couturier)
- C’est trop la classe, Thierry Magnier, 2009
- Bye Bye Bollywood , Syros, 2017
- Trans Barcelona Express, Syros, 2018

## Films documentaires
- Knut Hamsun, 1989, Arte/La 7
- Alexandre Soljenitsyne, 1989, Arte/La 7
- Les Bisons, Faut pas rêver, 1990, France 3
- 91 Version Rap, 1991, Canal Plus
- Accordéon Forever, 1992, Canal Plus
- Télé-Objet, Philippe Starck, 1994. Canal Plus
- Liban, histoire d'une censure, 1995, Canal Plus
- Isabelle Eberhardt, 1996. Arte/La 5.
- Blob Italie, 1996. Canal Plus
- Collabore au magazine France 3/ Pole Sud de 1995 à 1997 pour lequel elle réalise une dizaine de documentaires.

## Scénarios en collaboration
- Nadia&Sarra, 2001, Arte
- Rêve d’Afrique, France 2. 2003. France 2
- Une femme dans l’urgence, 2003, tf1
- Aller Simple, 2005,  Arte
- Apparences, 2006, Tf1
- Un homme de trop, 2006, Tf1
- Crédit revolver, France 2, 2006. France 2
- Etoile Filante, 2007, Tf1
- Couper le cordon, 2010, France 2

## Prix et distinctions

### Nomination
- Grand prix de littérature policière 2023 (roman francophone) pour De femme en femme[2]